# Тараховская, Елизавета Яковлевна
Елизаве́та Я́ковлевна Тарахо́вская (урождённая Па́рнох; 15 (27) июля 1891, Таганрог — 13 ноября 1968, Москва) — русская поэтесса, драматург и переводчик. 

## Биография
Отец — Яков Соломонович Парнох, провизор и владелец аптеки, потомственный почётный гражданин. Мать — Александра Абрамовна Парнох (урождённая Идельсон, 1853—1895), врач. Окончила с золотой медалью женскую Мариинскую гимназию в Таганроге. Училась на Бестужевских курсах в Петрограде.
В 1920 году в Ростове вышла замуж за «сына таганрогского 2-й гильдии купца» Александра Абрамовича Тараховского (1891—?). Его отец, литератор и театральный критик Абрам Борисович Тараховский (псевдоним А. Даров, 1866 — не ранее 1920), публиковался в «Таганрогском вестнике», был сотрудником газеты «Приазовский край» (в 1919 году редактор), состоял в переписке с А. П. Чеховым. Замужество это длилось недолго, но фамилия мужа осталась на всю последующую жизнь.
Автор многочисленных детских книг в разных жанрах — стихи, проза, драматургия. В поздние годы выпустила два сборника «взрослых» стихотворений.
Елизавета Тараховская переводила на русский язык стихи для детей поэтов Ю. Тувима (Польша), К. Мухаммади (Узбекистан), М. Дилбази (Азербайджан), М. Бараташвили (Грузия), Э. Межелайтиса (Литва), А. Босева (Болгария) и многих других. 
В 1936 году Тараховская написала пьесу «По щучьему велению», в которой соединила четыре русские сказки — «По щучьему велению», «Царевна Несмеяна», «Плясовая гармонь» и «Емеля-дурачок». По этой пьесе кинорежиссёр Александр Роу снял в 1938 году фильм «По щучьему велению». Эта сказка до сих пор идёт во многих театрах России, включая Театр кукол имени С. В. Образцова.
Из всех детей первого брака Якова Парноха Елизавета Тараховская в системе советской литературы оказалась наиболее устроенной. Это обстоятельство позволяло ей помогать семье брата Валентина Парнаха в те годы, когда они испытывали нужду.
Е. Я. Тараховская  умерла 13 ноября 1968 в Москве. Похоронена на Новодевичьем кладбище. Урна с прахом находится в колумбарии старой территории кладбища в ячейке вместе с прахом брата-близнеца — Валентина Яковлевича Парнаха (1891—1951), поэта, переводчика и музыканта.

## Семья
- Сестра — София Яковлевна Парнок, поэтесса и переводчица.
- Брат — Валентин Яковлевич Парнах, поэт, переводчик, музыкант, танцор, хореограф, зачинатель русского джаза.
  - Племянник — Александр Валентинович Парнах, писатель.
- Двоюродная сестра — Татьяна Адольфовна Аронович (урождённая Идельсон, 1902—?), живописец, член Союза художников СССР.

## Библиография

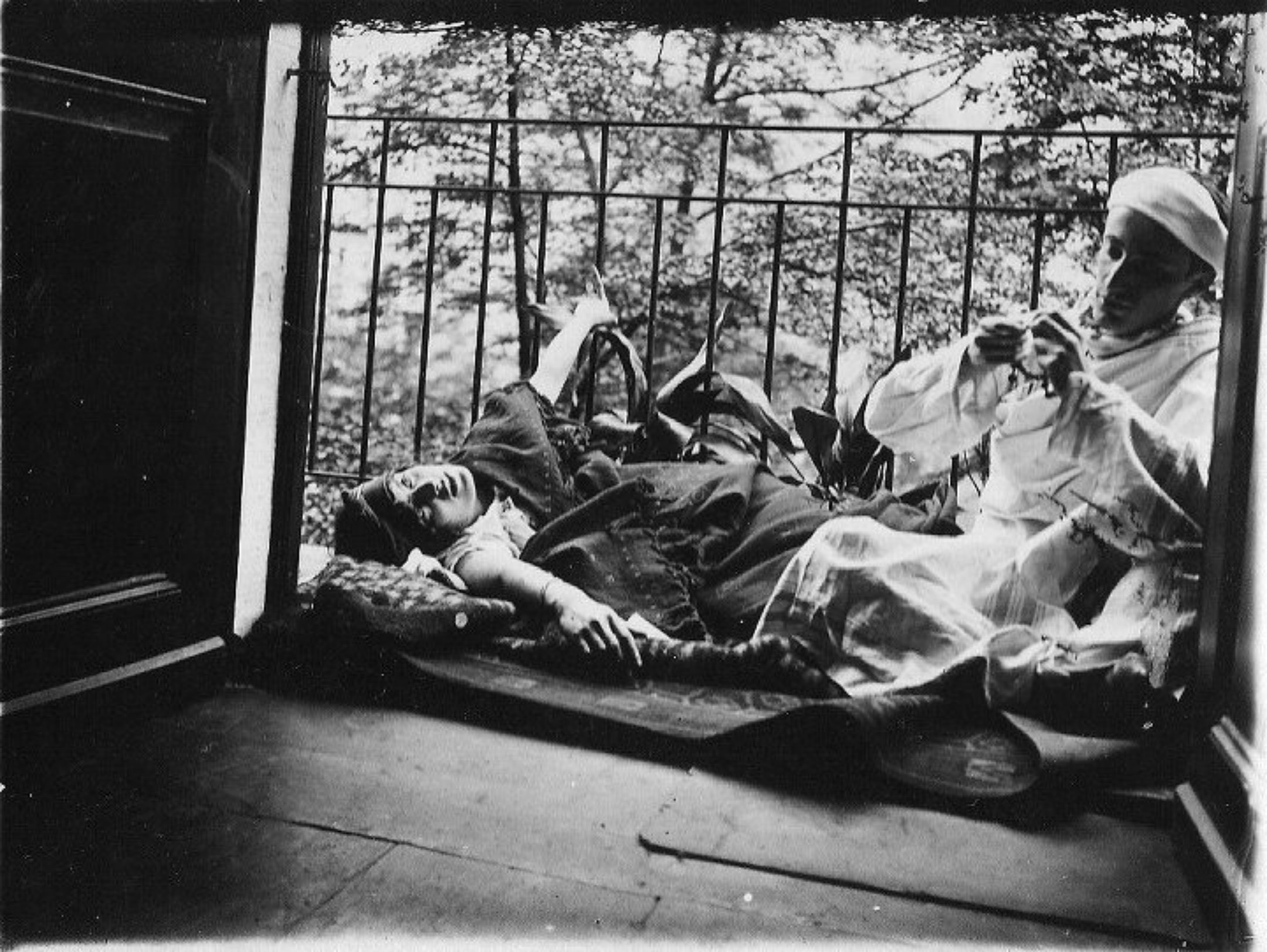
Лиза и Валентин на балконе дома в Таганроге, 1910 г.